# George Beel
George William Beel (né le 26 février 1900 à Bracebridge Heath dans le Lancashire et mort le 30 décembre 1980) est un joueur de football anglais qui évoluait au poste d'attaquant.

## Palmarès
| Chesterfield - Championnat d'Angleterre D3 : - Meilleur buteur : 1922-23 (23 buts). |  | Lincoln City - Championnat d'Angleterre D3 (1) : - Champion : 1931-32. |